# Nesospiza
Genre
Nesospiza est un genre de passereaux de la famille des Thraupidae, endémique de l'archipel Tristan da Cunha.

## Liste d'espèces
Selon la classification de référence du Congrès ornithologique international (version 2.7, 2010) :
- Nesospiza acunhae – Nésospize de Tristan da Cunha
- Nesospiza questi – Nésospize du Quest
- Nesospiza wilkinsi – Nésospize de Wilkins